# Канкава, Владимир Александрович
Владимир Александрович Канкава (1916—1942) — политрук Рабоче-крестьянской Красной Армии, участник Великой Отечественной войны, Герой Советского Союза (1942).

## Биография
Владимир Канкава родился 8 января 1916 года в селе Сергиети (ныне — Мартвильский муниципалитет Грузии).
В 1941 году он окончил Тбилисский государственный университет. В том же году он был призван на службу в Рабоче-крестьянскую Красную Армию. С августа 1942 года — на фронтах Великой Отечественной войны, был комиссаром 673-го отдельного сапёрного батальона 392-й стрелковой дивизии 37-й армии Закавказского фронта. Отличился во время битвы за Кавказ.
9 сентября 1942 года у хутора Ново-Покровский Прохладненского района Кабардино-Балкарии Канкава во главе специального отряда прорвал немецкую оборону и освободил населённый пункт. Вскоре отряд Канкавы был окружён войсками противника. Канкава успешно организовал оборону, а затем повёл отряд на прорыв. В том бою он погиб. Подорвав себя и превосходящие силы противника гранатой. Похоронен в братской могиле в городе Майском Кабардино-Балкарии.
Указом Президиума Верховного Совета СССР «О присвоении звания Героя Советского Союза начальствующего и рядового состава Красной Армии» от 13 декабря 1942 года за «образцовое выполнение боевых заданий командования на фронте борьбы с немецкими захватчиками и проявленные при этом отвагу и геройство» удостоен посмертно высокого звания Героя Советского Союза. Также посмертно был награждён орденом Ленина.

## Память
- В Мартвили, на родине героя, установлен бюст Канкавы, на месте его гибели, на въезде в село Прималкинское Прохладненского района — обелиск, представляющий собой скульптуру Канкавы в полный рост[1].
- В селе Прималкинское именем Канкавы назван переулок.